# Pteraeolidia ianthina
Espèce
Pteraeolidia ianthina est une espèce de nudibranches éolidiens de la  famille des Facelinidae, endémique du sud-est de l'Australie.

## Description
Cette espèce a été séparée de Pteraeolidia semperi en 2015 : même si le nom Pteraeolidia ianthina est encore souvent donné à tous les Pteraeolidia tropicaux, il doit être réservé à l'espèce endémique du sud-est de l'Australie. 
Cette espèce peut mesurer jusqu'à 10 cm.
Le corps est très allongé, fin et tubulaire, sa teinte est très variable et est directement liée aux zooxanthelles présents dans les nombreux cérates. Cependant, il est souvent bleu-mauve à beige clair.
Les juvéniles sont généralement blancs tant qu'ils n'ont pas encore acquis de zooxanthelles.
Le corps est couvert de cérates relativement longs, étroits et répartis symétriquement le long du corps afin d'optimiser le processus de photosynthèse de ses hôtes internes. Ceux-ci peuvent être longs et comme échevelés, ou recourbés vers l'arrière.
Les rhinophores sont lamellés et leur extrémité apicale est en pointe, deux appendices frontaux en forme de corne caractérisent aussi l'espèce, l'ensemble possède une coloration variable. Les tentacules buccaux portent deux anneaux violets, et la tête n'a pas de marques blanches. Des marques colorées sont présentes sur les côtés du corps (jamais de marques blanches). 

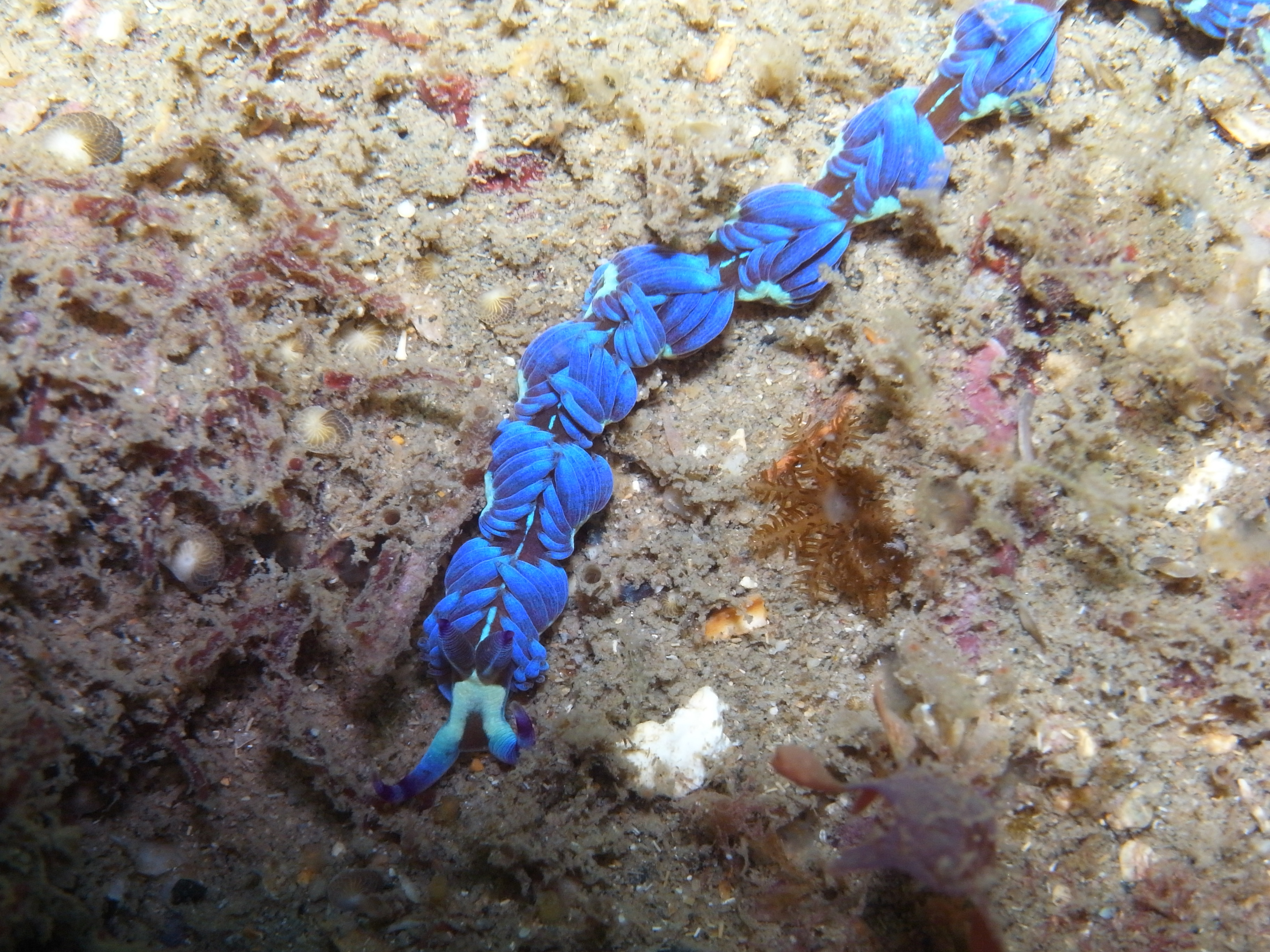
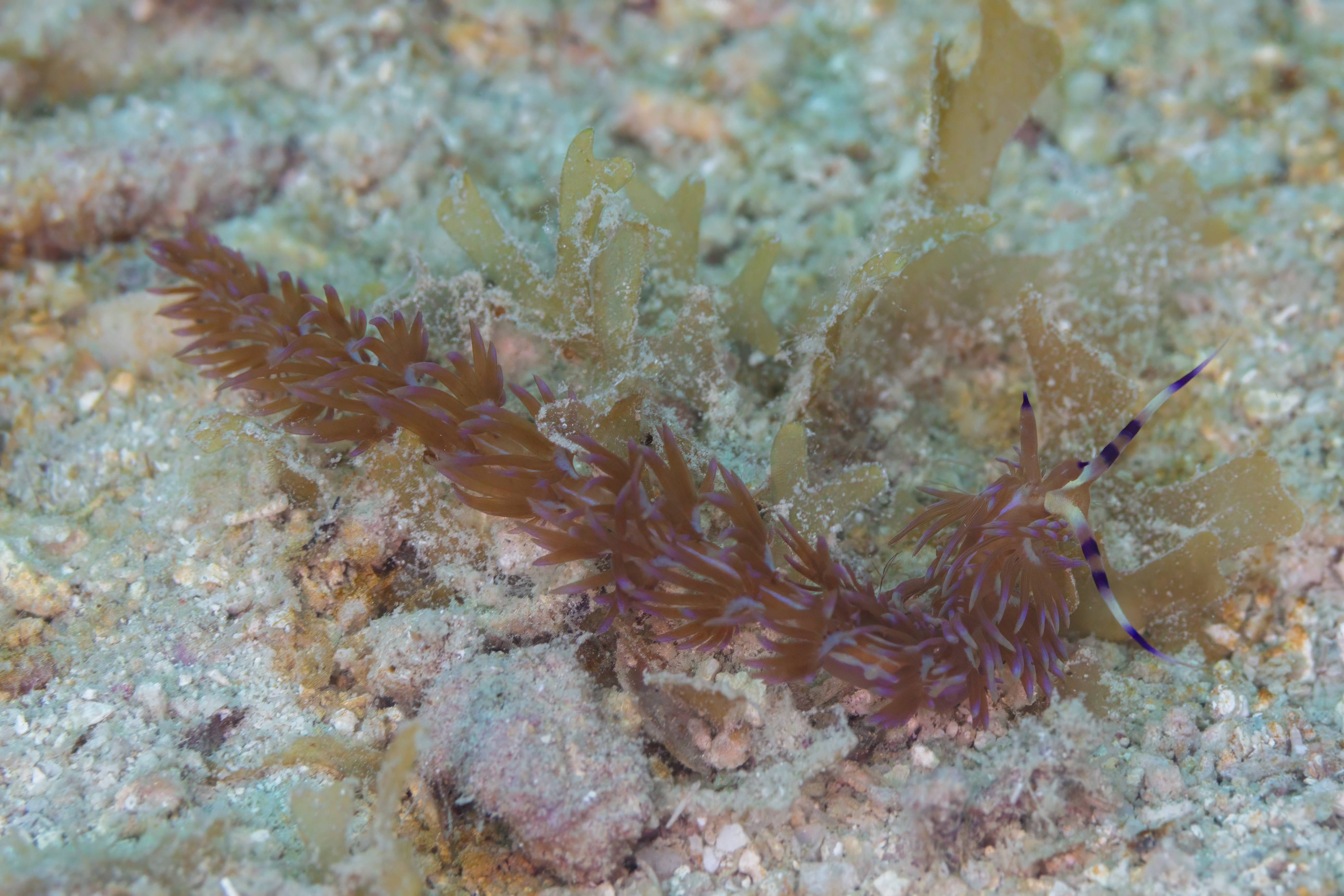
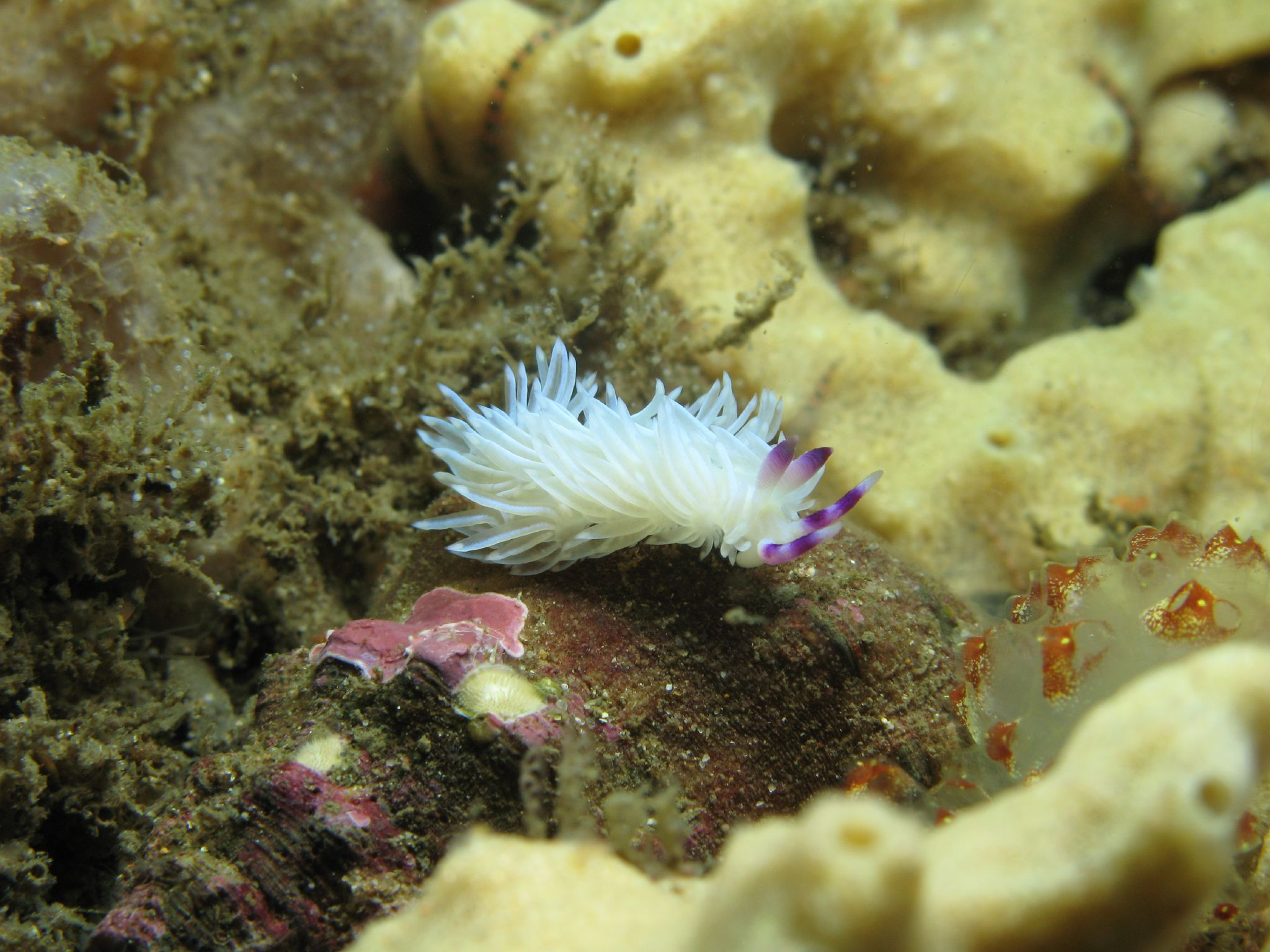
juvénile

## Distribution
Cette espèce se rencontre exclusivement dans le sud-est de l'Australie (Nouvelle-Galles du Sud), notamment dans la région de Sydney.

## Habitat
Son habitat correspond à la zone côtière et les platiers jusqu'à 30 m de profondeur.

## Éthologie
Ce Pteraeolidia est benthique et diurne.

## Alimentation
Pteraeolidia ianthina se nourrit principalement d'un hydraire solitaire, Ralpharia.
La particularité de cette famille est leur relation symbiotique avec des zooxanthelles (algues unicellulaires) prélevées via leur mode alimentaire et conservées dans leurs glandes digestives (ce sont les taches beiges ou autre teinte visibles à la surface du corps). 
Une fois ingérées, ces zooxanthelles continuent à vivre, grandir, se reproduire et poursuivent leur cycle de vie via la photosynthèse dans les tissus du nudibranche lui fournissant ainsi des nutriments.